# Birmingham City WFC
Birmingham City WFC är ett engelskt damfotbollslag från Birmingham. Laget, som spelar i FA Women's Super League, är organisatoriskt knutet till klubben Birmingham City FC. I maj 2012 vann klubben sin första FA Women's Cup och slog Chelsea på straffar i finalen på Ashton Gate i Bristol. 2018 bytte laget namn från Birmingham City LFC till Birmingham City WFC. Till 2021/2022 flyttade laget från Damson Park i Solihull till herrlagets hemmaarena St Andrew's, på grund av att Solihull inte håller standaren för en arena i högsta divisionen enligt FA.

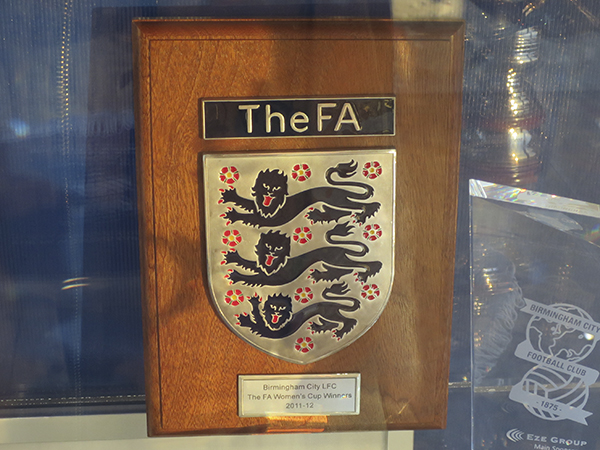
FA Cup vinnarplakett 2011/2012